# Dorpslijst Sander
Dorpslijst Sander (Samen anders) is een Belgische lokale politieke partij uit Kontich. 

## Geschiedenis
De partij werd in het voorjaar van 2012 opgericht als lokale lijst, onafhankelijk van nationale partijen en hun thema’s. Hoewel de partij Groen haar plaatselijke kieslijst beschikbaar stelde en de lijsttrekker voor Sander leverde, zei de partij er geen lokale afdeling of afsplitsing van te zijn. Bij haar oprichting pleitte de partij voor het tegengaan van de verstedelijking door betaalbare woningen aan te bieden en meer inspraak van de inwoners te realiseren door middel van volksraadplegingen, bewonersplatformen en adviesraden. Tevens pleitte zij voor een afschaffen van de milieubelasting en het verhogen van de vermogensbelasting op onroerende goederen.
Lijsttrekker voor de gemeenteraadsverkiezingen van 14 oktober 2012 was Joost Fillet. Sander behaalde 18,9% van de stemmen en werd daarmee de derde partij in grootte. Twee dagen later werd bekend dat zij samen met N-VA een coalitie zou vormen. Eind december 2012 werd het schepencollege gepresenteerd: beide coalitiepartners leverden drie schepenen, N-VA kreeg daarbovenop de mandaten van burgemeester, OCMW- en gemeenteraadsvoorzitter. In aanloop naar de gemeenteraadsverkiezingen van 14 oktober 2018 werd Veerle Van Dyck aangesteld als lijsttrekster. De partij overtuigde deze stembusgang 16,9% van de kiezers. Ze behield haar aantal zetels in de gemeenteraad, maar werd naar de oppositiebanken verwezen. Ook van daaruit trachtte ze mee de politieke agenda te bepalen, vooral op het vlak van sociale en milieuthema's. Ook had de dorpslijst haar aandeel in het redden van "De Ploeg", het oudste gebouw van Kontich, van de sloop dankzij slimme campagnes en samenwerking met de inwoners.
Voor de lokale stembusgang van 13 oktober 2024 is Joris Dircx lijsttrekker.